# Fritz Tillmann (Schauspieler)
Fritz Tillmann (* 13. Dezember 1910 in Frankfurt am Main; † 30. Oktober 1986 in München) war ein deutscher Schauspieler und Synchronsprecher.

## Leben
Fritz Tillmann besuchte von 1934 bis 1936 die Immermann-Schauspielschule in Düsseldorf. 1936 gab er in Hagen sein Debüt als Bühnenschauspieler. Es folgten Engagements unter anderem in Elbing, Breslau (1943–1945), Düsseldorf und Berlin (Hebbel-Theater, Schillertheater, Theater am Kurfürstendamm).

### Als Filmschauspieler
Sein Filmdebüt 1950 gab er als positiv gezeichnete Hauptfigur in Gustav von Wangenheims Ost-West-Drama Der Auftrag Höglers. Noch im selben Jahr spielte er in einer weiteren DEFA-Produktion eine tragende Rolle: in Kurt Maetzigs Der Rat der Götter über die I.G. Farben. 
In den Folgejahren wirkte er in zahlreichen bundesdeutschen Kinoproduktionen mit. Er verkörperte den Generalmajor Henning von Tresckow in Falk Harnacks Der 20. Juli, den Kriminalkommissar in Dr. Crippen lebt, den Prof. „Zeus“ Knauer im 1970er Remake der Feuerzangenbowle (in der Rühmann-Version verkörpert von Hans Leibelt) und den verlässlichen Freund der jeweils von Heinz Rühmann dargestellten Hauptfigur in den Curt-Goetz-Neuverfilmungen Das Haus in Montevideo, Dr. med. Hiob Prätorius und Hokuspokus oder: Wie lasse ich meinen Mann verschwinden…?. 
Zu seinen weiteren Filmen zählen Helmut Käutners Der Schinderhannes, die internationale Koproduktion Raubfischer in Hellas (mit Maria Schell), die Simmel-Verfilmung Es muß nicht immer Kaviar sein, der Edgar-Wallace-Krimi Der Fluch der gelben Schlange, Die Heiden von Kummerow und ihre lustigen Streiche (nach Ehm Welk), Drei Männer im Schnee (nach Erich Kästner) und Wolfgang Petersens Thriller Einer von uns beiden.
Seit 1954 arbeitete Tillmann auch verstärkt beim Fernsehen und gab zahlreiche Gastauftritte in Fernsehserien wie Sherlock Holmes, Lokaltermin, Graf Yoster gibt sich die Ehre und Der Kommissar.

### Als Synchronsprecher
Daneben war Tillmann umfangreich als Synchronsprecher tätig. Zwischen 1952 und 1979 lieh er seine markante Stimme unter anderem 
- Richard Attenborough (Ein Unbekannter rechnet ab),
- Ernest Borgnine (Johnny Guitar – Wenn Frauen hassen),
- Maurice Evans (Planet der Affen),
- Henry Fonda (Bis zum letzten Mann),
- John Gielgud (Providence),
- Van Heflin (unter anderem Mein großer Freund Shane),
- Burl Ives (Mein Zimmer wird zum Harem),
- Charles Laughton (Rembrandt),
- Christopher Lee (Die brennenden Augen von Schloß Baltimore),
- Karl Malden (unter anderem Der Besessene),
- Jean Marais (Die eiserne Maske),
- John Mills (Das Baby auf dem Schlachtschiff),
- Peter O’Toole (Bankraub des Jahrhunderts),
- Donald Pleasence (unter anderem Der Verwegene),
- Aldo Ray (Wir sind keine Engel),
- Telly Savalas (Die Rache des Johnny Cool),
- Peter Sellers (Walzer des Torreros),
- Lionel Stander (Milano Kaliber 9),
- Terry-Thomas (unter anderem Die große Sause),
- Torin Thatcher (Sindbads siebente Reise),
- Peter Ustinov (unter anderem Spartacus) und
- Orson Welles (Der zehnte Tag).

## Filmografie (Auswahl)
- 1950: Der Auftrag Höglers
- 1950: Der Rat der Götter
- 1954: Die heilige Lüge
- 1955: Herr über Leben und Tod
- 1955: Der 20. Juli
- 1955: Der Major und die Stiere
- 1956: Ein Mädchen aus Flandern
- 1956: Anastasia, die letzte Zarentochter
- 1956: Von der Liebe besiegt
- 1956: Liebe
- 1957: Alle Wege führen heim
- 1957: Herrscher ohne Krone
- 1957: Ein Fremder kam ins Haus (TV)
- 1957: Der Herr im ersten Stock (TV)
- 1958: Dr. Crippen lebt
- 1958: Es war die erste Liebe
- 1958: Gestehen Sie, Dr. Corda!
- 1958: Skandal um Dodo
- 1958: Der Mann, der seinen Namen änderte (1958) (TV)
- 1958: Was ihr wollt
- 1958: Der Schinderhannes
- 1959: Die Gans von Sedan
- 1959: Raubfischer in Hellas
- 1959: Der Mann, der sich verkaufte
- 1960: Hauptmann, deine Sterne
- 1960: Mein Mann, das Wirtschaftswunder
- 1961: Zwei unter Millionen
- 1961: Mann im Schatten
- 1961: Es muß nicht immer Kaviar sein
- 1961: Auf Wiedersehen
- 1962: … und ewig knallen die Räuber
- 1962: Das Mädchen und der Staatsanwalt
- 1962: Das schwarz-weiß-rote Himmelbett
- 1963: Der Fluch der gelben Schlange
- 1963: Das Haus in Montevideo
- 1963: Moral 63
- 1963: Das große Liebesspiel
- 1963: Der Fall Sacco und Vanzetti
- 1964: Staatsaffären
- 1964: Das Ungeheuer von London-City
- 1965: Dr. med. Hiob Prätorius
- 1966: Hokuspokus oder: Wie lasse ich meinen Mann verschwinden…?
- 1966: Onkel Filser – Allerneueste Lausbubengeschichten
- 1966: In Frankfurt sind die Nächte heiß
- 1967: Das große Glück
- 1967: Die Heiden von Kummerow und ihre lustigen Streiche
- 1967: Zärtliche Haie (Tendres requins)
- 1967: Sherlock Holmes: Folge 1, Das gefleckte Band
- 1969: Auf der Reeperbahn nachts um halb eins
- 1969: Finke & Co.
- 1969: Rebellion der Verlorenen (TV-Dreiteiler)
- 1970: Endspurt
- 1970: Die Feuerzangenbowle
- 1971: Zwanzig Mädchen und die Pauker
- 1971: Morgen fällt die Schule aus
- 1971: Käpt’n Rauhbein aus St. Pauli
- 1971: Wir hau’n den Hauswirt in die Pfanne
- 1972: Pater Brown: Folge: Der Fluch auf dem Hause Pendragon
- 1973: Paganini (TV)
- 1973: Lokaltermin: Folge 3, Die Brosche
- 1974: Drei Männer im Schnee
- 1974: Einer von uns beiden
- 1974: Der Kommissar: Folge 81, Der Liebespaarmörder
- 1974: Graf Yoster gibt sich die Ehre: Folge 37, Die Feuer-Probe
- 1975: Kommissariat 9: Folge 11, Ein ehrenwerter Mann
- 1977: Die Jugendstreiche des Knaben Karl
- 1983: Der Raub der Sabinerinnen

## Theater
- 1948: Johann Wolfgang von Goethe: Egmont (Vansen) – Regie: Karl Meixner (Hebbel-Theater Berlin)
- 1948: Tennessee Williams: Die Glasmenagerie (Sohn) – Regie: Fritz Wendhausen (Hebbel-Theater Berlin)
- 1949: August Strindberg: Kameraden (Axel) – Regie: Hans Stiebner (Hebbel-Theater Berlin)
- 1950: Arthur Miller: Tod eines Handlungsreisenden (Sohn Biff) – Regie: Helmut Käutner (Hebbel-Theater Berlin)
- 1950: Marcel Pagnol: Madame Aurelie – Regie: Reva Holsey  (Hebbel-Theater Berlin)
- 1950: Albert Camus: Die Gerechten – Regie: Willi Schmidt (Hebbel-Theater Berlin)
- 1951: Georg Büchner: Dantons Tod (St. Just) – Regie: Karl-Heinz Stroux (Hebbel-Theater Berlin)
- 1951: William Shakespeare: Die lustigen Weiber von Windsor – Regie: Rudolf Noelte (Hebbel-Theater Berlin)
- 1951: Carl Zuckmayer: Der Gesang im Feuerofen (Oberwachtmeister) – Regie. ? (Schillertheater Berlin)
- 1952: Peter Ustinov: Die Liebe der vier Obersten – Regie: Helmut Käutner (Schlosspark Theater Berlin)
- 1952: Ulrich Becher: Samba – Regie: Ludwig Berger (Schlosspark Theater Berlin)
- 1952: John Van Druten: Ich bin eine Kamera – Regie: Franz Reichert (Schlosspark Theater Berlin)
- 1952: Ferdinand Raimund: Der Alpenkönig und der Menschenfeind – Regie: Oscar Fritz Schuh (Schlosspark Theater Berlin)
- 1953: Heinrich von Kleist: Amphitryon Regie: Friedrich Siems (Schillertheater Berlin)
- 1954: Eugene O’Neill: Ein Mond für die Beladenen – Regie: Kurt Hirschfeld (Theater am Kurfürstendamm Berlin)
- 1954: Fritz Hochwälder: Donadieu – Regie: Boleslaw Barlog (Schillertheater Berlin)
- 1955: Friedrich Schiller: Kabale und Liebe (Wurm) – Regie: Hans Lietzau (Schillertheater Berlin)
- 1956: Jean Anouilh: Schloss im Mond – Regie:Willi Schmidt  ( Renaissance-Theater Berlin)
- 1958: Friedrich Schiller: Die Räuber – Regie: Willi Schmidt (Schillertheater Berlin)
- 1962: Max Frisch: Andorra – Regie: Fritz Kortner (Schillertheater Berlin)
- 1962: Peter Ustinov: Endspurt – Regie: Harry Meyen (Schillertheater Berlin)
- 1963: Tirso de Molina: Don Gil von den grünen Hosen – Regie: Bolelaw Barlog (Schlosspark Theater Berlin)
- 1963: Friedrich Hebbel: Judith – Regie: Willi Schmidt (Schillertheater Berlin)
- 1964: Herbert Asmodi: Die Mohrenwäsche – Regie: Willy Trenk-Trebitsch/Erwin Piscator (Freie Volksbühne Berlin)
- 1965: Félicien Marceau: Der Manager – Regie: Dieter Reible (Renaissance-Theater Berlin)
- 1968: Jerry Herman/Michael Stewart: Hello, Dolly! (Horace) – Regie: Rolf Henniger (Theater am Kurfürstendamm Berlin)
- 1969: Marcel Pagnol: Zum goldenen Anker – Regie: Fred Nolte (Theater an der Berliner Allee Düsseldorf)